# Cyanogomphus comparabilis
Cyanogomphus comparabilis är en trollsländeart som beskrevs av Belle 1994. Cyanogomphus comparabilis ingår i släktet Cyanogomphus och familjen flodtrollsländor. Inga underarter finns listade i Catalogue of Life.